# Buchnera paucidentata
Buchnera paucidentata là loài thực vật có hoa thuộc họ Cỏ chổi. Loài này được Engl. ex Skan mô tả khoa học đầu tiên năm 1906.